# Vlag van Tibet
De vlag van Tibet werd in 1913 door de Dertiende dalai lama geïntroduceerd als samenvoeging van de legervlaggen van de provincies van de de facto onafhankelijke theocratie Tibet. Tot het gebied in 1950 door de Volksrepubliek China ingelijfd zou worden, zou de vlag de officiële legervlag zijn. Na 1950 is de vlag in China verboden, ook in de Tibetaanse Autonome Regio. Alleen in Hongkong is het tonen van de vlag toegestaan. De vlag is het symbool van de Tibetaanse regering in ballingschap in McLeod Ganj, nabij Dharamsala en de onafhankelijkheidsbeweging.

## Symboliek

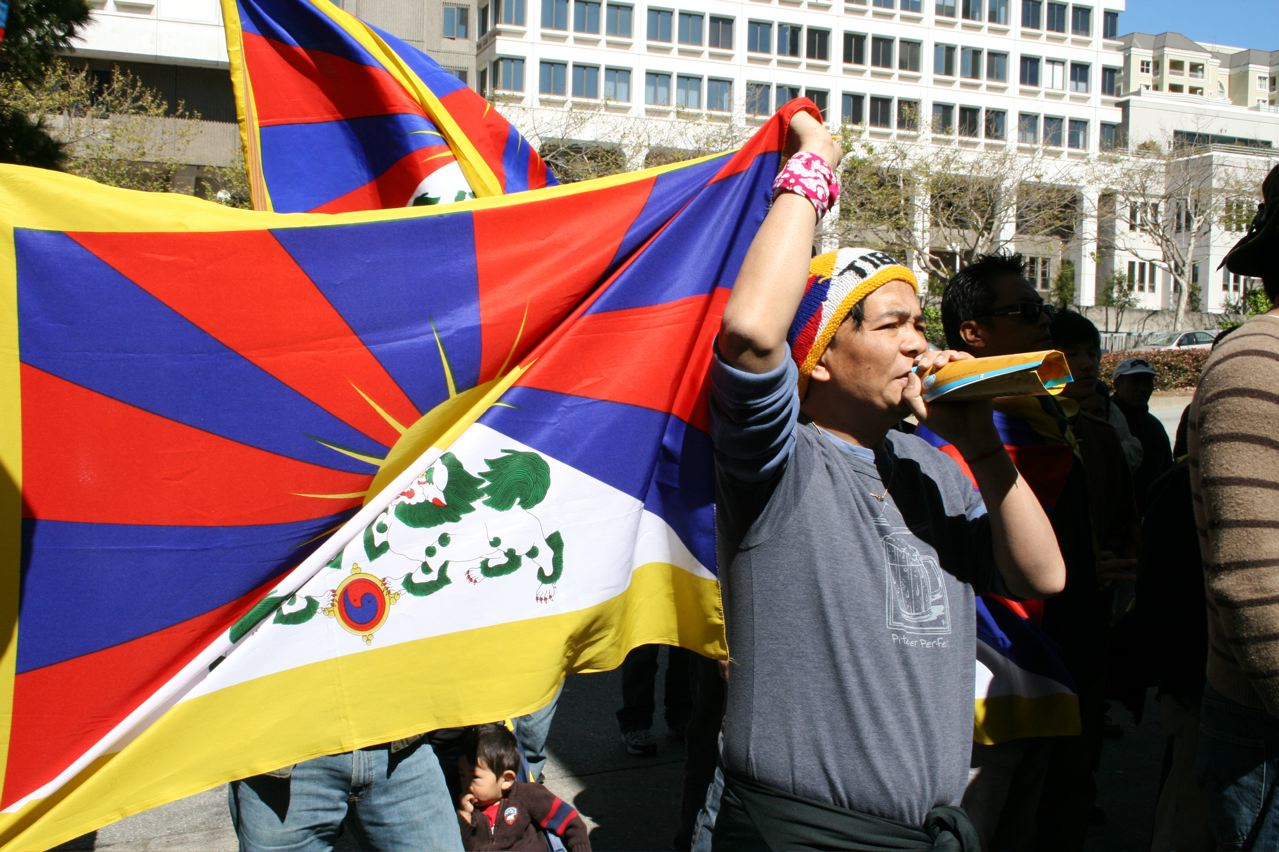
Pro-Tibetaans Protest voor het Chinese consulaat in San Francisco

Alle elementen in de vlag hebben een symbolische betekenis:
- In het midden van de vlag is de besneeuwde heilige Berg Kailash afgebeeld, die symbool staat voor de ligging van de grote natie Tibet in het indrukwekkende Himalayagebergte in het hart van Azië.[3]

- De zon en het juweel zijn boeddhistische symbolen. De zon die opkomt boven de besneeuwde berg staat voor genot van vrijheid, spirituele gelukzaligheid en de materiële welvaart voor alle stammen van Tibet.
- De zes rode lichtstralen die uit de zon komen, symboliseren de zes oorspronkelijke volken van Tibet: Se, Mu, Dong, Tong, Dru en Ra.
- De blauwe stralen symboliseren de toewijding, aanvaarding en interactie van het geestelijk en wereldlijk gezag.
- De rode kleur van de zes stammen en het blauw van de hemel symboliseren de niet-aflatende prestaties van de twee beschermgodinnen, die zowel de geestelijke als de wereldlijke heerschappij in Tibet beschermen.
- Het paar sneeuwleeuwen symboliseert de volledige overwinning van de spirituele en seculiere heersende regering. Hiermee staan zij voor een vorm van bestuur, de regering die zowel de geestelijke als de wereldse macht heeft, die wordt gekenmerkt door boeddhistische principes. En zij representeren de inachtneming van de morele waarden zoals deze onderwezen worden door het Tibetaans boeddhisme.
- De driezijdige gele rand symboliseert de leer van Boeddha, de bloei en de verspreiding ervan. Deze is als puur, verfijnd goud en is onbegrensd door tijd en ruimte. De zijde zonder gele rand staat voor Tibet's openheid naar de niet-boeddhistische gedachte en andere wereldbeelden. Een andere mogelijke reden dat de rand aan het uiteinde van de vlag ontbreekt, is dat dit deel van de vlag het eerste vuil wordt.[3]
- De driekleurige juweel die door de sneeuwleeuwen wordt vastgehouden, symboliseert de eerbied van het Tibetaanse volk voor de Boeddha, de dharma (Boeddha’s leer) en de sangha (de boeddhistische gemeenschap).

De vlag wordt, ongeacht tot welke geloof of welke klasse men behoort, als een symbool van respect en waardering voor de voorouders gezien. Sinds de Chinese bezetting in 1951 is de vlag ook een symbool van hoop en vastbeslotenheid geworden in de strijd om de vrijheid van Tibet te herwinnen.

## Geschiedenis
De Tibetaanse vlag is nauw verbonden met de duizenden jaren oude geschiedenis van Tibet. Tot de 18e eeuw had Tibet geen eigen vlag. Aan het eind van die eeuw verdedigden de legers van de Chinese Qing-dynastie Tibet tegen een invasie uit Nepal. De Qing-regering besloot dat Tibet bewapend moest worden om in de toekomst sterker te staan tegenover bedreigingen en stelde een Tibetaans leger van drieduizend man samen, de Tibetaanse Infanterie. Aangezien men het noodzakelijk vond dat een militaire eenheid een eigen vlag heeft, kende de Qing-regering een vlag toe met daarop twee sneeuwleeuwen. De sneeuwleeuwen zijn sindsdien deel gaan uitmaken van de Tibetaanse symboliek. Tot de twintigste eeuw zou er van een eigen Tibetaanse vlag echter geen sprake zijn.
Het uitgestrekte land was verdeeld in vele militaire districten. Tot aan het begin van de twintigste eeuw had elk district een eigen vlag. Om meer in pas te lopen met de internationale gemeenschap bepaalde de Dertiende dalai lama toen dat er bestuurlijke en administratieve hervormingen doorgevoerd moesten worden. Om deze modernisering te benadrukken werd tevens besloten om uit de verschillende vlaggen één vlag te ontwerpen.

Japanse oorlogsvlag ter zee

De vlag werd met hulp van de Japanse monnik en vertaler van Japanse militaire instructieboeken, Bunkyo Aoki, ontworpen. Aan de basis lag de Japanse oorlogsvlag ter zee die tot aan het eind van de 1945 in gebruik was. Aan deze vlag werden twee sneeuwleeuwen bijgetekend en verder werden de kleuren gewijzigd.
Tot 1947 had de Tibetaanse vlag enkel de status van legervlag. In dat jaar werd besloten de vlag ook te gebruiken als nationale vlag, om zo aan het buitenland duidelijk te maken dat Tibet een onafhankelijke staat was. De vlag vertegenwoordigde Tibet voor het eerst op de Inter-Asian Relations Conference van 1947 in New Delhi. Dit is in tegenspraak met de onder Tibetanen breed gedragen overtuiging dat de vlag eeuwenoud is, hoewel de verschillende elementen van de vlag wel een lange geschiedenis hebben.
Het tonen van de vlag is in China zoals vermeld sinds 1951 streng verboden. Tijdens demonstraties in de hoofdstad Lhasa is gebleken dat de vlaggendrager doorgaans het doelwit is van Chinees geweld. Op 10 december 1988, de dag van de Rechten van de Mens, werd tijdens een demonstratie de vlagdrager van dichtbij door het hoofd geschoten. Toen andere demonstranten de vlag overnamen, gebeurde met hen hetzelfde.